# Pachychilidae
Pachychilidae zijn een familie van weekdieren uit de klasse van de Gastropoda (slakken).

## Taxonomie
De volgende geslachten zijn bij de familie ingedeeld:
- † Bellatara Strand, 1928
  - =  † Bellardia Mayer, 1870
- Brotia H. Adams, 1866
  - = Antimelania P. Fischer & Crosse, 1892
  - = Wanga Chen, 1943
- Doryssa H. Adams & A. Adams, 1854
- † Eginea Pacaud & Harzhauser, 2012
- Faunus Montfort, 1810
  - = Faunopsis Gill, 1863
  - = Melanatria Bowdich, 1822
  - = Pirena Lamarck, 1822
- Jagora Köhler & Glaubrecht, 2003[1]
- † Jponsia Pacaud & Harzhauser, 2012
- † Nodifaunus Olsson, 1944
- Pachychilus I. Lea & H. C. Lea, 1851
  - = Oxymelania Crosse & P. Fischer, 1892
  - = Sphaeromelania Rovereto, 1899
- Paracrostoma Cossmann, 1900
  - = Acrostoma Brot, 1871
  - = Brotella Rovereto, 1899
- † Pseudobellardia Cox, 1931
  - =  †Gantmelanatria Kowalke, 2001
- Pseudopotamis Brot, 1894
- Sulcospira Troschel, 1858
- † Tinnyea Hantken, 1887
- Tylomelania P. Sarasin & F. Sarasin, 1897
- † Wingeastonia K. Martin, 1906
  - =  † Eastonia Icke & Martin, 1905